# 2047 Smetana
2047 Smetana (1971 UA1) là một tiểu hành tinh vành đai chính bên trong được phát hiện ngày 16 tháng 10 năm 1971 bởi L. Kohoutek ở Bergedorf.